# Rivière Laberge
Rivière Laberge är ett vattendrag i Kanada.   Det ligger i provinserna Ontario och Québec, i den sydöstra delen av landet, 400 km nordväst om huvudstaden Ottawa. 
I omgivningarna runt Rivière Laberge växer i huvudsak blandskog. Trakten runt Rivière Laberge är nära nog obefolkad, med mindre än två invånare per kvadratkilometer.